# مسؤول المقاطعة
في الحكومة المحلية في الولايات المتحدة، مسؤول المقاطعة أو مدير المقاطعة هو شخص معين ليكون مدير إداري لـالمقاطعة في شكل مدير المجلس لحكومة المقاطعة.
وفي بعض المقاطعات، يكون المنصب المقابل هو المسئول التنفيذي للمقاطعة (على الرغم من أن هذا المصطلح يستخدم أحيانا للإشارة إلى المسؤول المنتخب بصورة مباشرة أو غير مباشرة، وليس الموظف المعين) أو المسؤول الإداري للمقاطعة (CAO) في بعض المقاطعات. مصطلح «مدير المقاطعة» مقابل مصطلح المسؤول الإداري للمقاطعة، يتضمن تقديرًا أكثر والحصول على السلطة المستقلة المنصوص عليها في الميثاق أو هيئة أخرى من القانون المدون، في مقابل واجبات يتم تحديدها على أسس متفاوتة من قبل شخص أعلى مركزًا مثل مفوض المقاطعة.
جمعية إدارة المدينة/المقاطعة الدولية (ICMA) هي جمعية مهنية لمسؤولي المقاطعة.

## معلومات تاريخية
تم إنشاء منصب مسؤول/مدير مقاطعة، والذي يعمل تحت شكل حكومة مدير المجلس، بصورة جزئية لإزالة حكومة المقاطعة من سلطة الأحزاب السياسية، ووضع إدارة المقاطعة في أيدي خبير خارجي وهو عادة ما يكون مدير أعمال أو مهندسًا، مع أمل في أن يظل مدير المقاطعة منصبًا محايدًا في سياسة المقاطعة.

## المسؤوليات
بصفته أكبر مسؤول في المحافظة، يكون مسؤول/مدير المقاطعة هو المسؤول عادة عن معظم العمليات الإدارية يومًا بعد يوم في المقاطعة إن لم يكن كلها، بالإضافة إلى توقعات أخرى.
تشمل بعض الأدوار الأساسية لمسؤول/مدير المقاطعة ومسؤولياته وصلاحياته على ما يلي:
- الإشراف على العمليات اليومية لجميع إدارات المقاطعة وموظفيها، مباشرة وعن طريق رؤساء الأقسام؛
- الإشراف على توظيف جميع موظفي المقاطعة وفصلهم من العمل ومعاقبتهم وإيقافهم؛
- إعداد ميزانية المحافظة ورصدها وتنفيذها، وهو ما يضمن تقديم حزمة الميزانية المقترحة إلى المجلس كل سنة مع خيارات وتوصيات للنظر فيها والموافقة المحتملة عليها؛
- المستشار الفني الرئيسي للمجلس على العمليات الحكومية بشكل عام؛
- العلاقات العامة، مثل الاجتماع مع المواطنين، ومجموعات من المواطنين، والشركات، وغيرهم من أصحاب المصلحة (وجود مفوض مقاطعة قد يغير هذه الوظيفة إلى حد ما)؛
- تشغيل المقاطعة بفهم احترافي لكيفية تشغيل وتوظيف كل المقاطعة بأفضل طريقة؛
- حضور جميع اجتماعات المجلس، ولكن ليس لديه أي حقوق للتصويت
- مهام إضافية قد يقوم المجلس بتكليفه بها

قد تختلف المسؤوليات تبعا لأحكام الميثاق والقوانين المحلية أو قوانين الولاية واللوائح الأخرى.

## ملف التعريف
الخلفية المثالية والمفضلة اليوم لمدير المقاطعة المبتدئ هي أن يكون حاصلاً على ماجستير في الإدارة العامة (MPA) أو أية درجة ماجستير في الإدارة العامة وعلى الأقل خبرة عدة أعوام كرئيس قسم في الإدارة المحلية أو كمساعد لمدير المقاطعة. ويبلغ متوسط فترة ولاية المدير الآن 7-8 سنوات وترتفع تدريجيًا مع مرور الوقت. فترات تميل إلى أن تكون أقل في المجتمعات الصغيرة وتزيد في المجتمعات الأكبر، وتميل إلى التفاوت أيضًا اعتمادًا على إقليم المقاطعة.